# Бял кладенец (област Хасково)
 За другото българско село вижте Бял кладенец (Област Сливен).  
Бял кладенец е село в Южна България. То се намира в община Стамболово, област Хасково.

## География
Село Бял кладенец се намира в планински район.